# Озни
Озни (груз. ოზნი) — село в Грузии, на территории Цалкского муниципалитета края (мхаре) Квемо-Картли.

## География
Село находится в юго-восточной части Грузии, на правом берегу реки Храми, на расстоянии приблизительно 17 километров (по прямой) к западо-северо-западу от города Цалка, административного центра муниципалитета. Абсолютная высота — 1576 метров над уровнем моря.

## Население
По результатам официальной переписи населения 2014 года в Озни проживало 485 человек (227 мужчин и 258 женщин). В национальной структуре населения армяне составляли 99,8 %, украинцы — 0,2 %.
| Год  | Население, человек |
| ---- | ------------------ |
| 2002 | 754                |
| 2014 | ↘ 485              |